# 백종원의 3대천왕
《백종원의 3대 천왕》은 SBS TV의 예능 프로그램이였으며 2015년 8월 28일부터 2017년 7월 14일까지 방송되었다.

## 백종원의 3대천왕 역사
- 2015년 8월 28일에 첫방송하였으며, 매주 금요일 밤 11시 20분에 독립 편성되었다.
- 2016년 1월 30일 <토요일이 좋다> 2부 코너 편성으로 인해 시간대를 이동하였다. 당시 해당 프로그램 자리에는 2015년 3월 22일부터 일요일 밤 8시 45분으로 이동했으나 SBS가 <그래, 그런거야>를 통해 9시 주말극을 부활시키면서[1] 설 자리를 잃었던 <웃음을 찾는 사람들>이 2016년 2월 12일부터 2016년 8월 5일까지 이동 편성됐으며 SBS는 해당 프로그램의 이동 편성에 앞서 <동상이몽, 괜찮아 괜찮아>를 옮겨심을 예정이었으나 공동 진행자 유재석이 MBC <무한도전>에 출연 중이었던 터라 무산되자[2] 2016년 2월 15일부터 월요일 밤 11시 10분으로 옮겨갔다.
- 2017년 4월 14일 매주 금요일 밤 11시 20분으로 독립 편성되면서 시간대를 이동하였으며, 1부, 2부로 분할 방송되었다. 이 과정에서 금요일 밤 11시 20분에 편성된 <미운 우리 새끼>는 일요일 밤 9시 15분에 2회 연속 방영된[3] <K팝스타 6 더 라스트 찬스>의 종영에 따라 2017년 4월 16일부터 일요일로 이동했다.

## 방송 시간
| 방송 채널 | 방송 기간                         | 방송 시간                    | 방송 시간                    | 비고                        |
| --------- | --------------------------------- | ---------------------------- | ---------------------------- | --------------------------- |
| SBS TV    | 2015년 8월 28일 ~ 2016년 1월 22일 | 매주 금요일 밤 11:20 ~ 12:40 | 매주 금요일 밤 11:20 ~ 12:40 | 독립 편성                   |
| SBS TV    | 2016년 1월 30일 ~ 2016년 8월 20일 | 매주 토요일 오후 6:10 ~ 8:00 | 매주 토요일 오후 6:10 ~ 8:00 | 토요일이 좋다 2부 코너 편성 |
| SBS TV    | 2016년 8월 27일 ~ 2017년 4월 8일  | 매주 토요일 오후 6:10 ~ 8:00 | 매주 토요일 오후 6:10 ~ 8:00 | 독립 편성                   |
| SBS TV    | 2017년 4월 14일 ~ 2017년 7월 14일 | 1부                          | 매주 금요일 밤 11:20 ~ 12:00 | 분리 편성                   |
| SBS TV    | 2017년 4월 14일 ~ 2017년 7월 14일 | 2부                          | 매주 금요일 밤 12:00 ~ 12:40 | 분리 편성                   |

## 역대 진행자 및 출연자

### 공식 MC
| 진행자 | 방송 기간                          | 비 고                                    |
| ------ | ---------------------------------- | ---------------------------------------- |
| 백종원 | 2015년 8월 28일 ~ 2017년 7월 14일  |                                          |
| 이휘재 | 2015년 8월 28일 ~ 2016년 11월 19일 |                                          |
| 하니   | 2016년 1월 30일 ~ 2016년 8월 20일  | EXID 새 앨범 준비 작업으로 인한 하차     |
| 소유   | 2016년 8월 27일 ~ 2016년 11월 19일 |                                          |
| 이시영 | 2016년 12월 3일 ~ 2017년 6월 9일   | MBC 월화드라마 파수꾼 촬영으로 인한 하차 |
| 김준현 | 2015년 8월 28일 ~ 2017년 7월 7일   | [ 4 ]                                    |

### 스페셜 MC
| 출연자     | 방송 기간                        | 비 고 (방송명)                            |
| ---------- | -------------------------------- | ----------------------------------------- |
| 쯔위, 다현 | 2016년 3월 5일                   | 삽결살2 방송                              |
| 홍진영     | 2016년 3월 12일                  | 곰탕 방송                                 |
| 정은지     | 2016년 3월 19일                  | 닭갈비 방송                               |
| 박선영     | 2016년 3월 26일                  | 돈가스2 방송                              |
| 한채아     | 2017년 6월 16일 ~ 2017년 7월 7일 | 도쿄, 홍콩, 소 한마리, 중화요리 특집 방송 |

### 이전 패널 출연자
| 출연자 | 방송 기간                          |
| ------ | ---------------------------------- |
| 김환   | 2016년 6월 18일 ~ 2016년 10월 29일 |
| 김지민 | 2016년 4월 23일 ~ 2017년 7월 7일   |

## 방송 네트워크 가맹국
| 방송 권역        | 방송사                         |
| ---------------- | ------------------------------ |
| 수도권           | SBS (키 스테이션)              |
| 부산/경남권      | Korea New Network              |
| 울산권           | ubc                            |
| 대구/경북권      | Taegu Broadcasting Corporation |
| 대전/충남/세종권 | TJB                            |
| 충북권           | CJB                            |
| 전북권           | JTV                            |
| 광주/전남권      | kbc                            |
| 강원권           | Gangwon No. 1 Broadcasting     |
| 제주권           | JIBS                           |

## 방영 정보

### 결방 사유
- 2016년 11월 12일 ~ 11월 26일 : 특집 SBS 8 뉴스 방송으로 인해 결방

### 편성 변경
- 앞서 언급한 것처럼 해당 프로그램이 2015년 8월 28일 시작되면서 《불타는 청춘》은 2015년 8월 25일부터 화요일 밤 11시 10분에 심야 시간대로 옮겨갔는데[5] 이 프로그램 고정 출연진에 속한 강수지가 2017년 7월 7일 <백종원의 골목식당>의 전신인 <백종원의 3대 천왕> 게스트로 나왔다[6].

- 2017년 4월 14일부터 매주 금요일 밤 11시 20분으로 독립 편성되면서 따라 이 시간대를 이동하여 고정 방송되었으나 1부, 2부로 분할 방송했는데 《미운 우리 새끼》는 2017년 4월 16일부터 일요일 밤 9시 15분에 편성 변경되었다.[7]

## 특이 사항
- 코미디TV, K-STAR에서 재방송은 15세 이상 시청가로 방송된다.
- 명절에는 SBS CNBC에서도 추가편성되었다.
- SBS의 모바일 컨텐츠 제작소 모비딕에서 외국인을 위한 '백종원의 3대천왕 K-FOOD 시크릿'이 방송된다.